# 高炉ガス

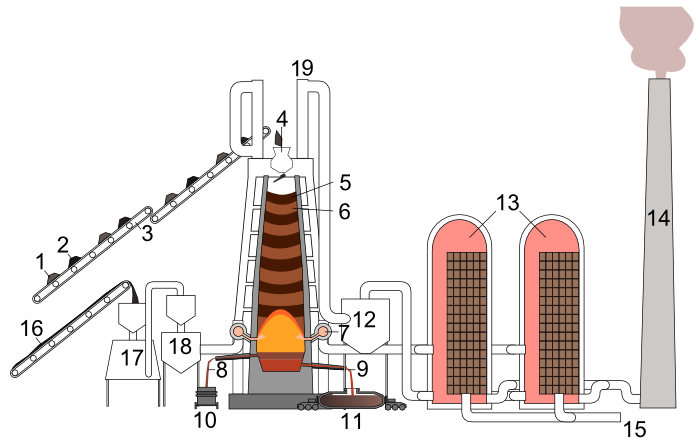
高炉の概要 1. 焼結鉱、石灰石 2.コークス 3.ベルトコンベヤ 4.投入口 5.焼結鉱、塊鉱石、石灰石 6.コークス 7.熱風管 8.スラグ 9.溶銑 10.スラグ車 11.トーピードカー 12.高炉ガス分離器 13.熱風炉 14.煙突 15.冷風 16.微粉炭 17.粉砕機 18.分配器

高炉ガス（こうろガス、英: Blast Furnace Gas）は、高炉で鉄鉱石を還元して銑鉄を製造する際の副生物。BFGとも略される。

## 概要
気体燃料は天然ガス、石炭系ガス、石油系ガス（オイルガス）に大別される。溶鉱炉の副産物として得られる高炉ガス（blast furnace gas）は石炭系ガスの一種である。
多くは製鉄所内で熱風炉や焼結炉などの燃料として自家消費されるが、一部では火力発電や、かつては都市ガスとしても利用された。

## 成分
100~150℃の高圧下で、高炉の炉頂部より銑鉄1トン当たり1,500~2,000m3発生する。可燃成分の一酸化炭素が23~30%、不燃成分の窒素が約60%、二酸化炭素が10~18%含まれる。一酸化炭素を含むため、人体に有毒である。発火点は630~650℃、燃焼範囲は空気と混合した場合27%~75%である。可燃成分が少なく、発熱量が3,100~3,900kJ/m3と低いため、製鉄所内ではコークス炉ガスや転炉ガスを加える。都市ガスとして利用された当時は石炭ガスを加えていた。